# Tricolia cruenta
Tricolia cruenta är en snäckart som beskrevs av Robertson 1958. Tricolia cruenta ingår i släktet Tricolia och familjen Tricoliidae. Inga underarter finns listade i Catalogue of Life.